# Ovia procurva
Espèce
Synonymes
- Pardosa procurva Yu & Song, 1988

Ovia procurva est une espèce d'araignées aranéomorphes de la famille des Lycosidae.

## Distribution
Cette espèce se rencontre en Chine, à Taïwan, au Bhoutan et en Inde.

## Description
Les mâles mesurent de 4,32 à 4,55 mm et les femelles de 4,68 à 4,99 mm.

## Systématique et taxinomie
Cette espèce a été décrite sous le protonyme Pardosa procurva par Yu et Song en 1988. Elle est placée dans le genre Ovia par Sankaran, Malamel en Sebastian en 2017.

## Publication originale
- Yu & Song, 1988 : « On new species of the genus Pardosa from China (Araneae: Lycosidae). » Acta Zootaxonomica Sinica, vol. 13, no 1, p. 27-41.